# Jahodník truskavec
Jahodník truskavec (Fragaria moschata) je vytrvalá bylina.

## Popis
Listy v přízemní růžici jsou trojčetné, dlouze řapíkaté, mají sudozpeřenou žilnatinu, na okrajích jsou pilovitě zubaté. Pětičetné květy jsou složené z bílých vejčitých korunních lístků, tyčinek s žlutými prašníky a světlezelených blizen. Na rozdíl od pampelišek smetánek nemá zákrov, který by květenství chránil, ale má drobné lístky, které drží květ a později plod. Květy jsou uspořádané do vrcholíku. Květní stonky jsou obrvené. Souplodí nažek (jahoda) je většinou dvoubarevné i při plné zralosti, na straně obráceně ke slunci červené. Plody jsou větší nežli plody jahodníku obecného a mají méně kyselou chuť. Červená barva plodů je jen na jejich povrchu, uvnitř je bílá až narůžovělá a má spíše tmavší, malinovější odstín.
Jahodník truskavec roste na osluněných okrajích úvozových cest mezi poli, na polích či zahradách. Rozmnožuje se především vegetativně (pomocí šlahounů) jako jahodník obecný.